# Rhododendron florulentum
Rhododendron florulentum är en ljungväxtart som beskrevs av Pui Cheung Tam. Rhododendron florulentum ingår i släktet rododendron, och familjen ljungväxter. Inga underarter finns listade i Catalogue of Life.